# Mario Saralegui
Mario Daniel Saralegui Iriarte (Artigas, 24 aprile 1959) è un allenatore di calcio ed ex calciatore uruguaiano, di ruolo centrocampista.

## Palmarès

### Giocatore

#### Club

##### Competizioni nazionali
- Campionato uruguaiano: 7

Peñarol: 1978, 1979, 1981, 1982, 1985, 1986, 1993
- Campionato ecuadoriano: 1

Barcelona SC: 1991

##### Competizioni internazionali
- Coppa Libertadores: 2

Peñarol: 1982
River Plate: 1986
- Coppa Intercontinentale: 2

Peñarol: 1982
River Plate: 1986
- Coppa Interamericana: 1

River Plate: 1986

#### Nazionale
- Coppa America: 1

1983